# Neocteniza osa
Espèce
Neocteniza osa est une espèce d'araignées mygalomorphes de la famille des Idiopidae.

## Distribution
Cette espèce est endémique du Costa Rica.

## Description
La femelle holotype mesure 16,78 mm.

## Publication originale
- Platnick & Shadab, 1976 : A revision of the mygalomorph spider genus Neocteniza (Araneae, Actinopodidae). American Museum Novitates, no 2603, p. 1-19 (texte intégral).